# Johnny & Associates
Johnny & Associates, Inc. (株式会社ジャニーズ事務所, Kabushikigaisha Janīzu Jimusho) é uma agência de talentos fundada por Johnny Kitagawa em 1962. Treina e promove grupos masculinos de ídolos, coletivamente conhecidos como "Johnny's" (ジャニーズ, Janīzu), no Japão.

## História

### 1962–1989
Em 1962, Kitagawa iniciou seu primeiro grupo chamado Johnnys. No entanto, este não durou até 1968, o ano em que seu primeiro sucesso real foi visto com Four Leaves. Desde então, Kitagawa formou diversos atos de sucesso, como o artista solo Masahiko Kondo, que ganhou o Japan Record Award no 29º Japan Record Awards em 1987, e Hikaru Genji, que se tornou o primeiro grupo da Johnny a alcançar o raro feito de ter três singles mais vendidos na parada de sucesso anual japonesa Oricon em 1988.

### 1990–presente
Começando nos anos 90, Johnny & Associates adotou uma política de que eles rejeitariam nominações de prêmios vindos de organizações como o Japan Record Awards e Japan Academy Awards, parcialmente devido a disputa com um certo gênero musical de um de seus grupos no 32º Japan Record Awards. Outra razão era a competição causada entre os grupos da Johnny e outros nominados.
1991 viu a estreia de SMAP e sua expansão em muitas outras áreas de entretenimento, como apresentação de um programa regular próprio na televisão, shows em rádios, aparições em comerciais e atuação em dramas e filmes. Devido a onipresença no televisão, SMAP ganhou popularidade e o single de 2003 "Sekai ni Hitotsu Dake no Hana" (世界に一つだけの花, "Uma flor diferente de qualquer outra no mundo") vendeu mais de 2,57 milhões de cópias e tornou-se o nono single mais vendido no Japão. Em 1997, a agência abriu seu próprio estúdio de gravação Johnny's Entertainment.

## Artistas

### Atuais

#### Bandas submetidas a Johnny's Family Club
- 1985: Shōnentai
- 1994: Tokio
- 1995: V6
- 1997: KinKi Kids
- 1999: Arashi
- 2002: Tackey & Tsubasa
- 2003: NEWS (tendo dois membros de Tegomass)
- 2004: Kanjani8
- 2006: KAT-TUN
- 2007: Hey! Say! JUMP
- 2011: Kis-My-Ft2
- 2011: Sexy Zone
- 2012: A.B.C-Z
- 2014: Johnny's WEST
- 2018: King & Prince
- 2020: SixTONES
- 2020: Snow Man
- 2021: Naniwa Danshi
- 2022: Travis Japan

#### Artistas submetidos ao círculo de artistas da Johnny's
- Masahiko Kondo (近藤 真彦, Kondō Masahiko)
- Kouji Uchiumi (内海 光司, Uchiumi Kōji)
- Kenichi Okamoto (岡本 健一, Okamoto Ken'ichi)
- Masahiro Nakai (中居 正広, Nakai Masahiro)
- Takuya Kimura (木村 拓哉, Kimura Takuya)
- Atsuhiro Sato (佐藤 アツヒロ, Satō Atsuhiro)
- Mizuki Sano (佐野 瑞樹, Sano Mizuki)
- Tomoyuki Yara (屋良 朝幸, Yara Tomoyuki)
- Shunsuke Kazama (風間 俊介, Kazama Shunsuke)
- Toma Ikuta (生田 斗真, Ikuta Tōma)
- Tomohisa Yamashita (山下智久, Yamashita Tomohisa)
- Jun Hasegawa (長谷川 純, Hasegawa Jun)
- Hiroki Uchi (内 博貴, Uchi Hiroki)
- Tomohisa Yamashita (山下 智久, Tomohisa Yamashita)
- Yuma Nakayama (中山 優馬, Nakayama Yūma)

#### Extintos
- 1962: Johnnys
- 1967: Four Leaves
- 1971: Hiromi Go
- 1971: Yoshiro Uchida
- 1973: Teruyoshi Aoi
- 1975: Johnnys Junior Special
- 1975: Junichi Inoue
- 1975: Jo Toyokawa[9]
- 1975: Yoshitsugu Tonoi
- 1976: Yasuaki Moriya
- 1976: Mitoyu
- 1977: Mayo Kawasaki
- 1979: Satoshi Akagi
- 1980: Toshihiko Tahara[10]
- 1981: Shibugakitai[nota 1]
- 1981: Ippei Hikaru
- 1983: The Good-Bye[nota 2]
- 1985: Shigeyuki Nakamura
- 1987: Hikaru Genji
- 1987: Otokogumi[nota 3]
- 1990: Ninja[nota 4]
- 1991: SMAP
- 2009: NYC

#### Temporário
- 1998: J-Friends (Tokio, KinKi Kids, V6)
- 2000: Secret Agent (Noriyuki Higashiyama, Ryo Nishikido)
- 2005: Toraji-Haiji (Tsuyoshi Domoto, Taichi Kokubun)
- 2005: Shūji to Akira (Kazuya Kamenashi, Tomohisa Yamashita)
- 2006: Kitty GYM (Hiromitsu Kitayama, Kei Inoo, Shota Totsuka, Hikaru Yaotome, Golf, Tomohisa Yamashita, Mike)
- 2007: Trio the Shakiin (Noriyuki Higashiyama, Go Morita, Kenta Suga)[nota 5]
- 2009: The Shigotonin (Noriyuki Higashiyama, Masahiro Matsuoka, Tadayoshi Okura)
- 2009: Lands (Jin Akanishi, Takeshi Kobayashi)

#### Especiais
O grupo especial consiste de membros vindos de bandas que acabaram.
- J-Stars (Ex-Otokogumi Kenichi Okamoto, ex-Hikaru Genji Koji Uchiumi e Atsuhiro Sato)

#### Estagiários
Os estagiários da Johnny & Associates são chamados coletivamente de Johnny's Jr. e ainda irão estrear. Jrs. se apresentam tanto em canções próprias como em canções de bandas estreantes, em shows de variedades como The Shōnen Club, que serve de "treinamento" como dançarinos de fundo para novas bandas da agência. Alguns grupos começaram seus trabalhos, permanecendo como estagiários e, em algumas situações, colaboraram com artistas estreantes que não faziam parte de Johnny's Jr.
- MADE
- 4U (ふぉ〜ゆ〜)
- Snow Man(Ex-Jr.)
- Travis Japan
- SixTONES(Ex-Jr.)
- HiHi Jet
- Love-tune
- Uchū Six (宇宙Six)
- Tokyō B Shōnen (東京B少年)

#### Estreias de unidades Jr. e colaborações
- 2002: Ya-ya-yah (Kota Yabu, Naoya Akama, Shoon Yamashita, Taiyo Ayukawa, Masaki Hoshino)
- 2007: Hey! Say! 7 (Ryosuke Yamada, Yuto Nakajima, Yuuri Chinen, Daiki Arioka, Yuya Takaki)[11]
- 2008: Matchy with Question? (Masahiko Kondo, Daijiro Yonemura, Yoshihiro Yodogawa, Kazuyori Fujiie, Akun Igo, Daisuke Ishigaki)
- 2009: Yuma Nakayama w/B.I.Shadow (Yuma Nakayama, Kento Nakajima, Fuma Kikuchi, Hokuto Matsumura, Yugo Kochi)
- 2009: NYC boys (Ryosuke Yamada, Yuuri Chinen, Yuma Nakayama, Kento Nakajima, Fuma Kikuchi, Hokuto Matsumura, Yugo Kochi)
- 2009: Snow Prince Gasshōdan (Shintarō Morimoto, Shintarō Kishimoto, Reia Nakamura, Kei Kurita, Yūya Ōtsuka, Tatsuya Horinouchi, Aoi Okada, Yūki Haba, Ryō Hashimoto, Mizuki Inoue, Aoi Chino)
- 2010: NYC (Ryosuke Yamada, Yuuri Chinen, Yuma Nakayama)